# Amphineurus submolophilinus
Amphineurus (Amphineurus) submolophilinus là một loài ruồi trong họ Limoniidae. Chúng phân bố ở miền Australasia.